# Дуб звичайний (Надвірнянський район, Зарічанське лісництво)
Дуб звичайний — ботанічна пам'ятка природи місцевого значення. Об'єкт розташований на території Надвінянського району Івано-Франківської області, Зарічанське лісництво, квартал 2, виділ 15.
Площа — 0,0100 га, статус отриманий у 1976 році.